# Hasselblad
Victor Hasselblad AB là hãng sản xuất máy ảnh medium format, ống kính và linh kiện nhiếp ảnh của Thụy Điển. Trong suốt thế kỷ 20, hãng nổi tiếng khi tiên phong sản xuất các loại máy dùng gù ngắm đứng (waist). Kể từ Chương trình Apollo đưa người lên Mặt Trăng mà những bức ảnh đầu tiên chụp Trái Đất do ống kính của Hasselblad thực hiện vào năm 1967, hãng đã trở thành lựa chọn hàng đầu của NASA trong mọi hoạt động nghiên cứu khoa học và du hành vũ trụ.
Năm 2016, Hasselblad cũng thành công trong việc bán ra thị trường dòng máy medium format kỹ thuật số đầu tiên của lịch sử, X1D-50c, góp phần đưa dòng máy này tới gần hơn với công chúng phổ thông. Hiện Hasselblad chỉ có duy nhất 3 cửa hàng chính thức trên toàn thế giới với hơn 10.000 sản phẩm được tiêu thụ hàng năm.

## Lịch sử
Hãng được thành lập vào năm 1841 ở thành phố Göteborg bởi doanh nhân và kỹ sư quang học Fritz Wiktor Hasselblad. Trụ sở đầu tiên của hãng (còn được sử dụng tới năm 2002) được con trai của Fritz là Arvid cho xây dựng vào năm 1877. Arvid sau đó gặp gỡ và kết thân với George Eastman, nhà sáng lập của hãng phim Kodak. Kể từ năm 1988, Hasselblad là đại lý phân phối chính thức của Kodak tại Thụy Điển. Thành công giúp họ tự thành lập hãng phim riêng mang tên Fotografiska AB vào năm 1908. Cháu nội của Arvid là Victor sau đó được cử đi nghiên cứu chế tạo thấu kính tại Dresden, rồi tự mình tìm tòi thêm tại Rochester, New York trước khi tiếp quản công ty của gia đình vào năm 1937. Victor sau đó lập hãng ảnh riêng mang tên Victor Foto.
Trong thời kỳ Chiến tranh thế giới lần thứ II, Handkammer HK 12.5 cm/7×9 (ký hiệu Fl.38510) được không quân Thụy Điển sử dụng làm ống kính theo dõi máy bay Đức quốc xã. Năm 1940, chính phủ Thụy Điển đề nghị Victor Hasselblad thành lập nên xưởng thấu kính Ross AB nhằm thiết kế nên ống kính HK7. 1 năm sau, dự án đã bao gồm hơn 20 kỹ sư và giúp Thụy Điển chế tạo nên dòng ống kính SKa4. 342 chiếc máy ảnh đã được sản xuất, và hãng cũng bán được hơn 95.000 đồng hồ và linh kiện trong giai đoạn 1941–1945.
Sau chiến tranh, Hasselblad bắt đầu chế tạo linh kiện ô tô cho hãng Saab Automobile. Dòng máy ảnh phổ thông đầu tiên có tên Rossex được ra mắt vào năm 1946 do Sixten Sason, một kỹ sư từ Saab thiết kế. Tới năm 1948, họ giới thiệu 1600 F. Dòng máy thứ hai được ra măt vào năm 1950, với khoảng 3.300 máy được bán. Năm 1954, lần đầu Hasselblad sử dụng ống kính 38mm Biogon của Zeiss. Sau khi được giới thiệu tại triển lãm Photokina năm 1954, máy ảnh này đã gây được tiếng vang lớn dù không được hãng đầu tư thương mại. Trong năm 1953, họ ra mắt 1000 F cùng các ống kính 200mm f4 Sonnar, 60mm Distagon, 80mm Planar và 200 mm Planar.
Bước ngoặt thành công của hãng tới vào năm 1957, khi Hasselblad ra mắt dòng máy 500 C. Dòng máy này gần như không thay đổi những thiết kế ban đầu cho tới khi chính thức ngừng sản xuất vào năm 2013. Năm 1962, NASA chính thức hợp tác với Hasselblad trong việc thiết kế ống kính viễn vọng với dòng máy 500 EL ra đời vào năm 1965 theo thiết kế của NASA. Năm 1966, họ bán trung tâm nghiên cứu ảnh Hasselblad Fotografiska AB cho Kodak.
Năm 1976, Victor Hasselblad bán Hasselblad AB cho hãng đầu tư Säfveån AB. Công ty ra mắt hệ máy có màn trập thân máy vào năm 1977. Năm 1984, Hasselblad AB lên sàn chứng khoán, và Incentive AB đã mua lại 58.1% cổ phần của công ty và cơ cấu lại thành công ty tư nhân vào năm 1991. Công ty kỹ thuật số và truyền dẫn Hasselblad Electronic Imaging AB được thành lập vào năm 1985. Năm 1996 hãng một lần nữa đổi chủ với đồng sở hữu là UBS và Cinven.
Năm 1998, Hasselblad ra mắt dòng máy XPan hợp tác cũng hãng khổng lồ Nhật Bản Fujifilm. Năm 2001, họ giới thiệu hệ máy mới H-System thay thế V-System cũ, nhằm đưa thêm ảnh khổ 6×4.5 cm thay cho khổ vuông cũ để cạnh tranh với các dòng máy 645 rất thành công của Pentax và Mamiya. Năm 2003, hãng phân phối lớn nhất của Hasselblad trên toàn thế giới là Shriro đã mua lại cổ phần và sở hữu Hasselblad. Chỉ hơn một năm sau, Shriro Thụy Điển thông báo mua lại hãng máy scan Imacon, trực tiếp giúp Hasselblad bước vào sản xuất kỹ thuật số. Việc số hóa giúp Hasselblad có cơ hội cạnh tranh với các hãng máy ảnh đình đám khác về medium format (như Mamiya), phóng ảnh (Contax, Bronica, Exakta, Kiev) hoặc suy thoái phá sản (Rollei, Pentax). Thực tế hãng cũng không mang lại nhiều lợi nhuận về cho hãng quản lý phần mềm của mình đó là Phase One.
Hãng Ventizz đã mua lại toàn bộ cổ phiếu của Hasselblad năm 2011. Từ năm 2017, hãng flycam DJI trở thành cổ đông chính của Hasselblad. Dòng máy Mavic 2 PRO chính là sản phẩm đầu tiên của hãng này sử dụng công nghệ của Hasselblad.

## Các dòng sản phẩm chính
- HK-7 (1941–1945)
- SKa4 (1941–1945)
- 1600F (1948–1953)
- 1000F (1953–1957)
- V System 500 (1957–nay)
- V System 2000 và 200 (1977–2004)
- V System Superwide (1954–2006)
- V System Flexbody (1995–2003)
- XPan (1998–2006) (thiết kế và sản xuất bởi Fujifilm)
- H System (2002–nay)[14]
- Lunar (2013)[15]
- X1D-50c (2016–2019) – dòng máy medium format không-gương-lật đầu tiên trên thế giới[16]
- H6D-400c MS (2018–nay) – dòng máy độ phân giải 400-megapixel, phục vụ chụp ảnh công nghiệp và nghệ thuật.
- X1D II 50C (2019) – dòng máy nâng cấp từ X1D-50c.
- 907X và CFV II 50C (2019) – kết hợp dòng máy 907X, với databack của CFV II 50C.

### V-System

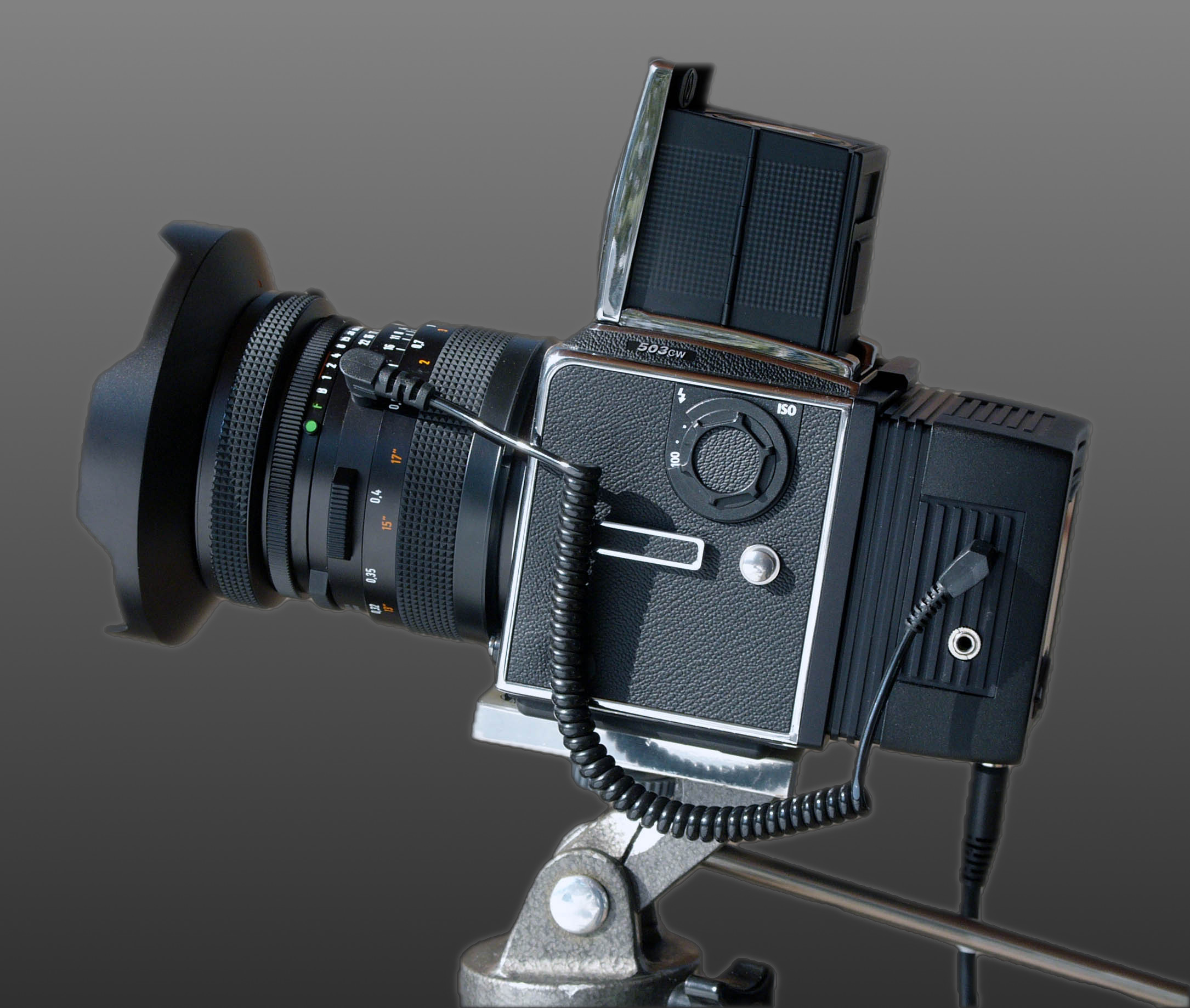
Hasselblad 503 CW với ống kính Zeiss Distagon 3,5/30 và Ixpress V96C.

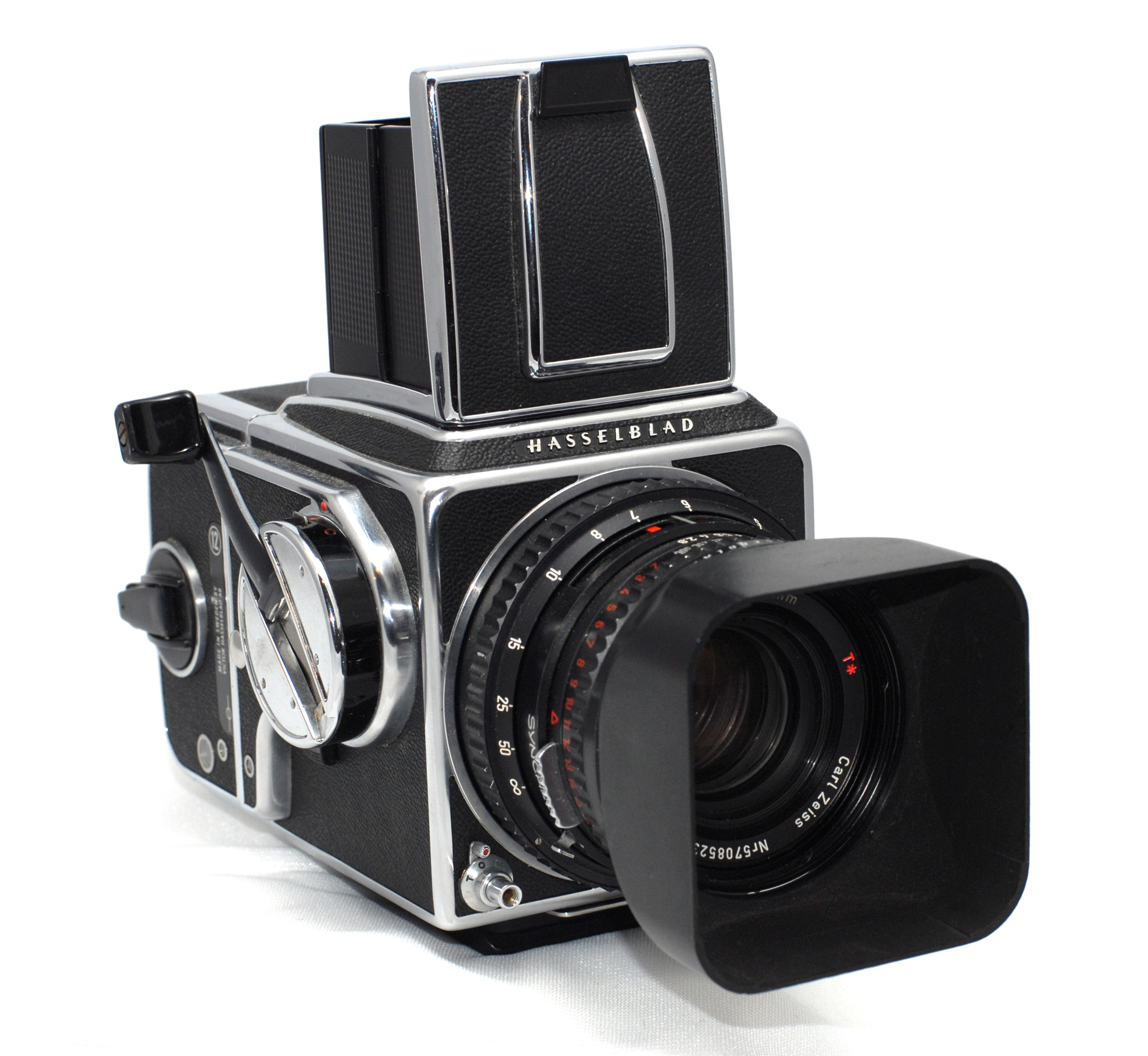
Hasselblad 500 C/M với ống kính Zeiss.

Khái niệm V-System chỉ ra đời nhằm phân biệt với thế hệ sau đó H-System. Hệ thống này được Victor Hasselblad phát triển cho các ống kính khẩu lớn kèm màn chập nhanh và lớn nhưng lại tương thích với phim khổ lớn. Rolleiflex chính là hệ máy nổi tiếng nhất với thiết kế này với hai thấu kính (TLR), tuy nhiên chưa được tối ưu với tốc độ chụp nhanh, trong khi Leica ngay lập tức thành công với dòng máy đơn gương lật (SLR) có thể thay được ống kính.
Hasselblad liền phát triển dòng máy 1600F của mình với thiết kế mới có thể thay được ống kính và tương thích với khổ phim 6×6. 500 C được ra mắt vào năm 1964 với hệ thống tua phim 500 EL. Dòng máy Superwide Camera (SWC) với ống kính góc rộng Carl Zeiss Biogon 38 mm f/4.5 từ năm 1954 sau đó được cập nhật cải tiến của V-System. Hãng cũng liên tục cải tiến với các dòng 500 C/M, 503 CX, 503 CXi, 501 C, 501 CM và cuối cùng 503 CW. Dòng máy SWC cũng có thêm SWC/M, 903 SWC và 905 SWC. 500 EL cũng được nâng cấp với 500 EL/M, 500 ELX, 553 ELX, và 555 ELD. 503CX là dòng máy đầu tiên tích hợp đo sáng flash tự động qua ống kính TTL/OTF.
Sau dòng 500, Hasselblad nâng cấp tốc độ chụp lên 1/2000 với dòng 2000 (2000 FC, 2000 FC/M, 2000 FCW và 2003 FCW). Dòng máy vẫn sử dụng như màn chập thép từ hệ máy 1000 trước kia vốn gây hao mòn nhanh, ngoại trừ 2000 FC đã có thêm màn chập vải. Dòng máy bị khai tử không lâu sau đó và thay thế bởi dòng máy 200 (201 F, 202 FA, 203 FE, và 205 TCC/205 FCC).
503 CW là chiếc máy cuối cùng của hệ thống V-System, dừng sản xuất vào ngày 29 tháng 3 năm 2003. Trong khi đó, dòng 500 EL ngày nay vẫn được ưu chuộng trong chụp ảnh studio. 500 EL trở nên nổi tiếng khi được phi hành gia Bill Anders chụp bức hình Trái Đất đầu tiên có tên Earthrise vào năm 1968. Sau đó, NASA còn đặt hàng một phiên bản đặc biệt với nhiều cải tiến có tên Hasselblad MK 70.

#### Sản phẩm
Dòng 503CW là chiếc camera V-System cuối cùng được Hasselblad sản xuất. Dòng này chính thức ngừng phát hành vào ngày 29 tháng 4 năm 2013.
500 Series
- 500C (1957–1970, màn chập lá)
- 500C/M (1970–1994, màn chập lá)
- 500 Classic (1990–1992, màn chập lá)
- 501C (1994–1997, màn chập lá)
- 501CM (1997–2005, màn chập lá)
- 503CX (1988–1994, màn chập lá, TTL OTF flash)
- 503CXi (1994–1996, màn chập lá, TTL OTF flash)
- 503CW (1996–2013, màn chập lá, TTL OTF flash)
- 503CWD (2006, phiên bản kỷ niệm 100 năm; màn chập lá, TTL OTF flash)

2000 Series với màn chập titan thân máy
- 2000 FC (1977–1982, màn chập titan thân máy)
- 2000 FC/M (1982–1984, màn chập titan thân máy)
- 2000 FCW (1984–1988, màn chập titan thân máy)
- 2003 FCW (1988–1991, màn chập titan thân máy)

200 Series với màn chập vải thân máy
- 205 TCC (1991–1994, màn chập vải thân máy)
- 201 F (1994–1998, màn chập vải thân máy)
- 203 FE (1994–2004, màn chập vải thân máy)
- 205 FCC (1995–2004, màn chập vải thân máy)
- 202 FA (1998–2002, màn chập vải thân máy)

Camera với lens cố định góc rộng
- SWA & SW (1954–1958, màn chập lá, kèm lén Carl Zeiss Biogon f/4.5 38 mm)
- SWC (1959–1979, màn chập lá)
- SWC/M (1980–1988, màn chập lá)
- 903 SWC (1988–2001, màn chập lá)
- 905 SWC (2001–2006, màn chập lá)

Ngàm ngắm đứng
- FlexBody (1995–2003, có thể lắp lens tilt and shift)
- ArcBody (1997–2001, có thể lắp lens tilt and shift, tích hợp 3 ngàm đặc biệt của lens Rodenstock góc rộng)

EL Series
- 500EL (1964–1970)
- 500EL/M (1971–1984, bao gồm view ngắm có thể thay đổi được)
- 500ELX (1984–1988, bao gồm cảm biến flash TTL cùng gương không tối góc)
- 553ELX (1988–1999, bao gồm lớp tráng phủ mới không phản xạ ánh nắng cùng pin AA)
- 555ELD (1998–2006, bao gồm hệ thống gương và điện mới, phù hợp với back kỹ thuật số)

### XPan
Hai sản phẩm XPan và XPan II là những camera đầu tiên dành cho phim 35mm được Hasselblad sản xuất. Dòng máy này có thân máy bằng nhôm với nhiều miếng cao su, được thiết kế giống máy rangefinder phổ thông với lens có thể thay đổi được. XPan sau đó được hãng Fujifilm sử dụng cho thiết kế dòng máy TX-1 and TX-2.
Chiếc XPan II được nâng cấp với khả năng phơi sáng lên tới 30 phút, hơn hẳn dòng XPan đầu tiên với chỉ 3 phút phơi sáng tối đa. Ngoài ra, máy còn được bổ sung hiện thị đo sáng điện. Dòng máy này cho phép tốc độ màn chập từ 8–1/1000 s, với flash đồng bộ ở tốc độ B (tối đa 270 s) – 1/125 s.
Sự ra đời của XPan là lời khẳng định của Hasselblad về chất lượng quang học của hãng khi thiết kế máy 35mm. Thay vì ghép ảnh hoặc chặn đen hai đầu trên dưới của khung hình để tạo hiệu ứng panorama, XPan chụp toàn bộ khung hình trên tấm phim dài hơn nhằm đảm bảo chất lượng hình ảnh cao nhất. Cách chụp panorama này giúp tăng kích thước hình ảnh lên 3 lần so với việc chặn khung hình, và gấp 5 lần so với việc dùng máy phim APS. Cả hai sản phẩm XPan hiện nay đều đã ngừng sản xuất.
- XPan (1998, màn chập thân máy, 35mm)
- XPan II (2003, màn chập thân máy, 35mm)

### H-System
Dòng sản phẩm H-System được Hasselblad ra mắt tại hội chợ photokina tháng 9 năm 2002. Cũng giống như các sản phẩm dòng V, các camera  H1- và H2- đều tích hợp và sử dụng cho nhau.

#### H1
Vẻ ngoài của H1 không có nhiều khác biệt so với các camera truyền thống của Hasselblad, ngoại trừ việc thay đổi cỡ ảnh từ 6 × 6 thành 6 × 4.5 cm, theo kèm là hệ thống lens lấy nét tự động. Hãng cũng từ bỏ hợp tác lâu năm với Carl Zeiss, và toàn bộ lens và ngàm ngắm được hãng Fujinon gia công. Hệ thống màn chập và thân máy vẫn do Hasselblad sản xuất. Ban đầu, họ cũng định mời PhaseOne và  Kodak tham gia phát triển hệ thống back kỹ thuật số.
Nhiều cải tiến đã được Hasselblad mang tới dòng H1:
- Thay thế miếng chắn đen bằng lớp vải dày
- Thay đổi back cho phép sử dụng cả phim 120mm lẫn 220mm
- Tua phim tự động
- Cho phép thay back kỹ thuật số
- Màn chập lá tự động cho phép thay đổi tốc độ màn chập từ 1/800 giây tới 18 giờ

H1D
H1D là chiếc H1 nhưng được Hasselblad trang bị back Imacon 22Mp iXpress cho phép tích hợp lưu trữ 40GB, tương đương với khoảng 850 ảnh chụp. Sản phẩm này chỉ tương tích với back kỹ thuật số. Đây được coi là chiếc DSLR đầu tiên trong lịch sử Hasselblad.

#### H2
Với H2, tham vọng của Hasselblad là thiết kế một camera sử dụng back Ixpress CFH với dòng pin mới cho phép nhiều thao tác tích hợp. Với nhiều loại back kỹ thuật số khác nhau, H2 có chức năng thực tế không khác dòng H1. H2 bị khai tử vào tháng 10 năm 2007.
H2D
H2D là DSLR thứ hai của Hasselblad, và là camera đầu tiên của hãng cho phép chụp hình định dạng RAW chuẩn 3FR và thẻ nhớ rời. Việc chuyển đổi file 3FR được thực hiện qua các phần mềm Flexcolor và Phocus. Camera này không bắt buộc chụp hình với Image Bank thông qua dây cáp. Hệ thống đo sáng được thay đổi phù hợp với cảm biến lớn hơn trong thân máy. Sản phẩm cũng sử dụng pin 1.850 mAh với back kỹ thuật số.
H2F
H2F là camera cho phép người sử dụng chụp cả phim lẫn ảnh kỹ thuật số với nhiều lựa chọn back khác nhau như CF31, CF22, CF22 MS, CF39 và CF39 MS. Dòng sản phẩm này gần như giống hệt H2, và được thiết kế để giúp người dùng quan tâm hơn tới ảnh kỹ thuật số. H2F tích hợp với tất cả lens của dòng H bao gồm cả HCD 24mm, HCD 28mm và HCD 35-90mm zoom lens.

#### H3D
H3D là thế hệ DSLR thứ 3 của hãng Hasselblad với phần mềm chụp hình tích hợp thân máy, đảm bảo hiệu quả cao hơn so với các dòng H1 và H2. Nếu như H1 không được thiết kế cho back kỹ thuật số, trong khi H2 về bản chất chỉ là phiên bản kỹ thuật số của H1, thì dòng H3D thể hiện định hướng mới trong phát triển của Hasselblad:
H1 là một chiếc camera xuất sắc có khả năng tích hợp với back kỹ thuật số... Hasselblad hiện chú trọng hơn về chất lượng hình ảnh và hoàn toàn có thể tiến tới hoàn chỉnh các chức năng. Dòng H2 chắc chắn sẽ không bị lơ là với sự xuất hiện của H3D. Tuy nhiên H2 sẽ không thể sử dụng được một số tích hợp và khả năng xử lý hình ảnh thông qua Hasselblad Flexcolor.
H3DII
H3DII là thế hệ DSLR thứ 4 được giới thiệu vào năm 2007 với cảm biến hình ảnh được tích hợp vào thân máy chứ không phải là back như các thiết kế cũ. Đánh đổi lại, dòng máy này không thể chụp được phim. Một số cải tiến của camera H3DII:
- Màn hình hiển thị 3 inch
- Nâng cấp quạt tản nhiệt, giúp máy hoạt động mát hơn so với H3D
- Thay nút chỉnh chế độ chụp bằng điều chỉnh WB/ISO. Chế độ chụp được điều chỉnh trong máy
- Bổ sung chức năng GIL (định vị kèm hình ảnh)

Dòng H3DII hiện nay vẫn còn được sản xuất với các sản phẩm chính sau đây:
| Sản phẩm | Cảm biến                                 | ISO range | ISO range (kèm Phocus) | Tốc độ màn chập | HC lens | Góc nhìn tiêu chuẩn | Màn hình | Dung lượng bộ nhớ |
| -------- | ---------------------------------------- | --------- | ---------------------- | --------------- | ------- | ------------------- | -------- | ----------------- |
| H3DII-31 | 33.1 mm × 44.2 mm, 31 megapixels, 16 bit | 100–800   | 100–1600               | 1.2 s           | 1.3     | 31 mm               | 3" OLED  | CompactFlash      |
| H3DII-39 | 36.8 mm × 49.0 mm, 39 megapixels, 16 bit | 50–400    | 50–800                 | 1.4 s           | 1.1     | 28 mm               | 3" OLED  | CompactFlash      |
| H3DII-50 | 36.8 mm × 49.0 mm, 50 megapixels, 16 bit | 50–400    | 50–800                 | 1.1 s           | 1.1     | 28 mm               | 3" OLED  | CompactFlash      |